# Рут Джебет
Рут Джебет (англ. Ruth Jebet, нар. 17 листопада 1996, Кенія) — бахрейнська, колишня кенійська, легкоатлетка, що спеціалізується на бігу з перешкодами на 3000 метрів,олімпійська чемпіонка 2016 року, рекордсменка світу.

## Кар'єра
| Рік  | Чемпіонат        | Місце проведення         | Місце | Дисципліна                | Результат |
| ---- | ---------------- | ------------------------ | ----- | ------------------------- | --------- |
| 2016 | Олімпійські ігри | Ріо-де-Жанейро, Бразилія | 1     | 3000 метрів з перешкодами | 8:59.75   |